# Soc llegenda (pel·lícula)
Soc llegenda (títol original en anglès I Am Legend) és una pel·lícula estrenada als Estats Units el 19 de desembre del 2007, protagonitzada per Will Smith i dirigida per Francis Lawrence. Ha estat doblada i subtitulada al català.
El film és una adaptació de la novel·la homònima de Richard Matheson, on un home és l'últim supervivent d'una pandèmia mundial que ha convertit la humanitat en vampirs. La pel·lícula situa la trama a Nova York, en comptes de fer-ho a Los Angeles, tal com succeeix en la novel·la.

## Argument
Una formidable notícia: el càncer és erradicat. L'entusiasme dura poc. A penes dos anys més tard, la humanitat ha de fer front a una terrible mutació.
L'única esperança: Robert Neville (Will Smith), un científic militar. Esdevindrà la llegenda. Mentrestant, malgrat els seus coneixements, és impotent amb el virus que delma l'espècie humana. Estadísticament, Neville es diu que el 90% dels humans han d'haver desaparegut, el 9% han estat contaminats a perpetuïtat, i només menys d'un 1% són immunes. La majoria dels supervivents han mutat en criatures d'una violència extrema respecte als humans, fent fora i matant els rars supervivents.
Neville és immunitzat contra els efectes del virus. Cada dia difon un missatge per la ràdio per exhortar a contactar amb ell els que el podrien sentir. Es queda en els llocs d'emergència del contagi (Nova York) per trobar un tractament que li permetrà procedir a una mutació invertida. Per provar les seves vacunes, captura mutants. Té un gos, Samantha. En resposta a un oblit a causa de la frustració de l'aparent ineficàcia de la seva vacuna sobre els humans, Neville cau accidentalment en una trampa feta per un dels mutants que volen venjar-se. Cada vegada més convençut que és l'últim supervivent d'aquest holocaust, transgredeix les regles de prudència a les quals s'havia constret fins llavors. Mentre que entra en un enfrontament mortífer contra els mutants, ha començat una nova experimentació...

## Repartiment
- Will Smith: Robert Neville
- Salli Richardson-Whitfield: Zoé Neville (dona de Robert)[4]
- Dash Mihok: Alpha Home
- Emma Thompson: Dra. Alice Krippin (no surt als crèdits)
- Willow Smith: Marley Neville (filla de Robert)[5]
- Alice Braga: Anna[4]
- Charlie Tahan: Ethan

## Comparació amb el llibre
El marc de la història original ha estat modificat per a les necessitats de la pel·lícula. Mentre que el llibre s'estén entre 1975 i 1978, la pel·lícula passa entre 2009 i 2012. Igualment, el lloc de la intriga no és Los Angeles, sinó Nova York, jutjada més impressionant visualment, sobretot pel pont de Brooklyn destruït en la quarantena.
La història ha estat modificada de manera substancial. Hi ha una molt forta implicació de l'Estat en la lluita contra el virus Krippin, a través de l'exèrcit americà, mentre que el llibre es basa justament en l'absència de reaccions estatals. Mentre que al llibre, la mutació és deguda en un bacteri reproduint els trets particulars dels vampirs de llegendes (reaccions als ultraviolats, a les estaques, l'all i les creus) no donant una capacitat racional i social als vampirs vius, la pel·lícula imputa la malaltia a un virus considerat que lluita contra el càncer. Els vampirs hi són menys caracteritzats, i els mitjans de lluita de l'heroi es redueixen a les armes de foc (inoperants a l'obra original) i als ultraviolats. D'aquesta manera, l'ambient vampíric i els seus estatus no són evidents a la pel·lícula.
El final canvia totalment la significació del títol de Matheson i el sentit de la seva obra. A l'obra original, Matheson proposa una reflexió sobre una selecció darwiniana a propòsit del caràcter provisional de l'espècie humana al si de la natura, del fet de la selecció natural. El tema de la normalitat i de l'anormalitat hi surt igualment. L'autor descriu els vampirs com individus mutants construint una nova civilització per a la qual l'home és una llegenda  (com el "bogyman" per a l'home). Al contrari, la pel·lícula mostra mutants zombis que no coneixen més que la violència, malgrat l'existència d'una estructura social amb un mascle i una femella alfa a la cimera. El personatge principal és una llegenda perquè és un heroi que salva la humanitat. Sacrifica voluntàriament la seva vida i posa la solució en una supervivent amb qui s'ha ajuntat, en resposta a una visió de Déu. La temàtica religiosa, poc present a l'obra de Matheson, es fa omnipresent en la fi de la pel·lícula.
Després del suïcidi de l'heroi, la pel·lícula s'acaba amb un pla que mostra un camp guardat per l'exèrcit i on es troba una església, camp que representa així una societat militaroreligiosa portadora d'esperança per al futur de la humanitat en la lluita contra la seva zombificació. Matheson, per contra, evoca l'extinció completa i definitiva de la humanitat, i la successió d'aquesta última en l'evolució de les espècies.
Altres elements del llibre no han estat represos; per exemple el fet que un cadàver de dona esmicolada sigui dipositat davant la porta pels contaminats és omès. Robert Neville no és alcohòlic i sembla molt menys torturat que el seu homòleg literari. A més, Robert Neville no té cap gos. En el transcurs d'un capítol, intenta domesticar-ne un. Però mor molt poc de temps després.

## Final alternatiu
Davant la reacció dividida del públic de la fi tràgica de l'heroi, els productors en van crear una alternativa, present en la versió DVD i Blu-Ray. En aquest segon desenllaç, el cap dels contaminats allibera la seva dona de Robert Neville, que l'havia capturat per experimentar vacunes. Aquest últim, convençut de l'èxit dels seus tests, informa els mutants que els poden curar tots. Mentre que en la primera versió de la pel·lícula, el cap dels contaminats continua donant cops a la porta, en el segon, s'interromp per traçar amb la seva sang una papallona, en referència al tatuatge sobre l'espatlla de la pacient. Neville la torna llavors al seu espòs que impedeix als seus esbirros atacar-lo i el deixa anar, sa i estalvi, amb Anna i Ethan. Tots tres se'n van llavors cap al Nord fins a arribar al camp dels supervivents.
Contràriament a la primera versió, el Dr. Robert Neville no ha de sacrificar-se per salvar Anna i Ethan. Si els contaminats fan manifestament prova de sentiments humans i de compassió, no tenen per contra cap necessitat de curar-se. Considerant-se satisfets del que han esdevingut, refusaran totes les vacunes.

## Anècdotes
- L'escena en flash-back mostrant l'evacuació i l'explosió del pont de Brooklyn és l'escena més cara mai rodada a Nova York: 6 dies de rodatge, 6 milions de dòlars.
- Willow Smith, la filla de Will Smith, interpreta la filla de Robert Neville.
- Will Smith, mal acollit pel públic novaiorquès, va ser insultat incessantment durant el rodatge.
- Surten nombroses dedicatòries a Shrek i Bob Marley. Legend és, en aquest sentit, el títol d'una compilació de Bob Marley & the Wailers estrenada el 1984.
- En una de les escenes de la pel·lícula, es pot veure el cartell de Batman versus Superman. Es tracta d'una picada d'ullet a Wolfgang Petersen a qui la Warner havia encomanat aquesta improbable pel·lícula. A més, observant bé el cartell, es pot veure 05.15.10, i es pot dir doncs que la pel·lícula estaria previst estrenar-la el 15 de maig de 2010.